# Den Franske Revolution
 Der er for få eller ingen kildehenvisninger i denne artikel, hvilket er et problem. Du kan hjælpe ved at angive troværdige kilder til de påstande, som fremføres i artiklen.

Den franske revolution er betegnelsen for en periode med politiske omvæltninger, som fandt sted i Frankrig 1789-1799, og som medførte enevældens fald og borgerskabets første store politiske fremstød. Den udviklede sig desuden til en generel europæisk konflikt, hvis udløbere varede til 1815. Den indledtes 17. juni 1789, da borgerskabets repræsentanter ("tredjestand") ved Stænderforsamlingen erklærede sig for Nationalforsamling. De havde Paris' borgere med sig, og den 14. juli udbrød oprøret med stormen på og erobringen af Bastillen også kendt som Bastille saint-Antoine. 14. juli er Frankrigs nationaldag.

## Baggrund
Revolutionens baggrund var den voksende økonomiske og sociale spænding i Frankrig gennem 1700-tallet. Den franske enevælde byggede på adelens og kirkens skattefrihed, mens borgerskab og bønder holdtes uden for al politisk magt. Ludvig 14.'s stormagtspolitik i 1600-tallet havde samtidig belastet landets finanser meget alvorligt. Under Ludvig 15. (1715-74) led Frankrig en række militære og udenrigspolitiske tilbageslag, bl.a. blev det i kolonierne delvis fortrængt af England, mens det i Europa fik en farlig modstander i Preussen. Halvhjertede reformforsøg førte ikke til resultater og mødtes endda med modstand fra adelens side. Under den svage Ludvig 16. forsøgte reformvenlige ministre (Turgot, Necker) at afhjælpe finansnøden, men uden held, og kongemagtens prestige undergravedes yderligere gennem dronningen Marie Antoinettes ødsle hofhold. Samtidig voksede den politiske interesse i det franske borgerskab, muligvis opmuntret af USA's løsrivelse fra England samt til dels ved påvirkning fra engelske liberale tanker. Oplysningstidens nye idéer om blandt andet folkestyre og menneskerettigheder forenedes med stigende misfornøjelse med enevældens ødselhed og mislykkede politik. I 1780'erne truedes Frankrig direkte af statsbankerot, og for at imødegå truslerne indkaldte kongen i foråret 1789 en stænderforsamling i Paris. Hensigten var kun at skaffe midler til at overvinde krisen, men i stedet overtog forsamlingens deltagere initiativet og påbegyndte revolutionen.

## Første fase: Idealisme

### Revolutionsudbruddet 1789
Den nye stænderforsamling domineredes straks af reformvenlige adelige og gejstlige (Grev Mirabeau, Markis de La Fayette, Abbé Sieyès), som ønskede dyberegående politiske reformer og støttedes af borgerskabet (den såkaldte 3. stand). Stænderforsamlingen havde været sammenkaldt i 1614 og fungerede på den måde, at de tre klasser hver havde 1 stemme i den endelige beslutning. 3. standen repræsenterede langt den største del af befolkningen og dertil kom, at adelen og gejstligheden var tæt forbundne og derfor i praksis sad på magten. 3. standen ønskede derfor, at forhandlingerne skulle foregå i samlet flok, hvilket adelen pure afviste. Adelen forsøgte sig med et forslag om, at 3. stand kunne få lige så mange repræsentanter som gejstligheden og adelen tilsammen, men med en fastholdelse af 1 stemme pr. stand var det en gratis omgang og 3. stand besluttede derfor, at de intet som helst ville foretage sig, før kongen beordrede fælles forhandling. Efter 6 uger begyndte et antal sognepræster og liberale adelige at tilslutte sig 3. standen, som 17. juni valgte at kalde sig Nationalforsamlingen. 20. juni måtte de flytte ud af forsamlingsbygningen, der skulle "repareres" og ind i en stor tennishal, hvor de sværgede "Tennisshalseden" om, at de ikke opløste forsamlingen før en ny forfatning var blevet til.[kilde mangler]
Da kongen kaldte 18.000 soldater ind mod Versailles og 11. juli fyrede sin finansminister, blev pariserne bekymrede. Rygterne ville vide, at kongen havde tænkt sig at angribe byen med sine tropper og de begyndte 13. juli at samle sig og skaffe sig våben for at forsvare byen. Et af de steder, der var våben, var Bastillen, en midderalderbefæstning, som blev brugt som fængsel og dagen efter, 14. juli 1789, stormedes Bastillen. Kommandanten gik i panik og gav soldaterne ordre om at dræbe og 98 angribere måtte lade livet, 73 blev sårede og 1 forsvarer blev dræbt, inden Bastillen kunne indtages under ledelse af Marquis De L´Afayette, en veteran fra den amerikanske uafhængighedskrig. Han blev dagen efter udnævnt til kommandør af de væbnede styrker i Paris af en komité af parisere.
I de følgende måneder arbejdede forsamlingen på nye reformer, bl.a. afskaffelse af adelens privilegier og ligeret for loven. Kongemagten befandt sig under stadigt pres og blev drevet på tilbagetog, således blev kongefamilien i efteråret tvunget til at forlade slottet Versailles og slog sig ned i Tuilerierne i Paris. Oppositionens og befolkningens holdning til kongen svingede i nogen grad mellem forsøg på samarbejde og national forsoning samt trangen til at holde ham under stadig kontrol. På dette tidspunkt synes målet mest at have været at bevare et grundlovssikret kongedømme (konstitutionelt monarki).

### Reformperioden 1790-92
De næste par år var gennemgående et fredeligt mellemspil, hvor politikerne søgte at gennemføre reformer og nye love. Man påbegyndte en moderne administrativ inddeling af landet i departementer, men hovedinteressen samledes om at bekæmpe finansnøden og at få kirken under statens kontrol, to problemer som blev nøje sammenkædet. Man ønskede at bryde kirkens afhængighed af paven og kongemagten og at tvinge præster til at erklære sig loyale over for staten alene, samtidig med at kirkens store ejendomme blev eksproprieret. Dette førte imidlertid til alvorlige gnidninger med kongen, som støttede kirken, samt med den stærkt religiøse provinsbefolkning. Samtidig begyndte adelen i stigende grad at forlade landet i protest mod udviklingen; mange slog sig ned i det vestlige Tyskland, hvor de udgjorde et antirevolutionært element. 1791 foretog kongefamilien et mislykket flugtforsøg til Tyskland, som førte til skærpet kontrol og stigende mistro. I denne periode begyndte også en form for partidannelse i landet, og de første borgerligt fødte politikere trådte frem (f.eks. Jean-Paul Marat, Georges-Jacques Danton, Madame Roland, Camille Desmoulins, Louis de Saint-Just og Robespierre). Desuden skød der en ofte meget aggressiv presse op i disse år. De egentlig revolutionære deltes i en højrefløj (girondinerne), som lagde vægt på reformer og en national linje, og en venstrefløj, jakobinerne og la Montagne, som havde rod i småborgerskabet og de intellektuelle, og som ønskede en hårdere kurs. Derudover var der de langt mere moderate feuillanter, som nok støttede reformerne, men ikke en egentlig revolution. Girondinerne førte i begyndelsen an og stod for reformerne. Man skabte et egentligt parlament, Nationalkonventet, som dog savnede erfarne politikere.[kilde mangler]

## Anden fase: Problemer

### Krigsudbruddet 1792
Afgørende for revolutionen blev det øvrige Europas holdning. Her havde den først vakt lettelse, da den syntes at svække Frankrig, men efterhånden som mere radikale reformer blev gennemført, voksede frygten for, at de revolutionære tanker skulle brede sig. Især de tyske magter og Rusland var fjendtligt indstillede, mens England længe officielt indtog en mere neutral holdning. 1791 indledte Preussen og Østrig et demonstrativt samarbejde, som syntes at tage sigte på en intervention i Frankrig, og en mobilisering begyndte. I Frankrig vakte dette frygt for et snarligt angreb, og det skabte en voksende krigsstemning blandt politikerne. Nogle ønskede at komme udlandet i forkøbet ved at slå først, andre ville udbrede revolutionen gennem krig, og atter andre slet og ret ville styrke fransk stormagtsstilling. Specielt girondinerne støttede krigspolitikken, mens jakobinerne var mere forbeholdne. Også kongefamilien støttede krigen i håb om et fransk nederlag og revolutionens fald.[kilde mangler]
I foråret 1792 brød Revolutionskrigene ud fremkaldt af en fransk krigserklæring mod Østrig, som støttedes af Preussen. Krigens første fase var præget af franske nederlag, et angreb på Belgien blev en fiasko, og tyske tropper invaderede i stedet Frankrig og truede hovedstaden. Girondinerregeringen faldt, og i stedet overtog jakobinerne ledelsen. En massemobilisering blev gennemført, en national og revolutionær begejstring oppiskedes i befolkningen, og angrebet blev afværget. Krisen betød imidlertid kongedømmets fald, og en berettiget mistanke om Ludvig 16.s forbindelse med Østrig førte til stormen på Tuilerierne i august. Kongen blev arresteret, tiltalt for forræderi, dømt til døden og halshugget (21. januar 1793). I stedet udråbtes Frankrig til republik. Disse begivenheder skærpede yderligere forholdet til fjenden, og det skabte også en mangeårig splittelse i Frankrig. De politikere, der havde støttet kongens henrettelse, blev af royalisterne betegnet som kongemordere.[kilde mangler]

### Jakobinernes herredømme 1793-94
Fra 1793 stod revolutionen stort set udelukkende i krigens tegn. Frankrig erklærede både England og Spanien krig, og i de følgende år vekslede kampene mellem franske fremstød/erobringer i Belgien og Vesttyskland og truende invasioner fra preussisk side. Samtidig øgedes den indre spænding. Det republikanske styre blev mødt med åbent oprør fra bønder og kongetro i provinsen. I foråret 1793 overtog jakobinerne fuldkommen ledelsen og begyndte en kurs med kamp på liv-og-død over for indre og ydre fjender. Førende var Danton og Robespierre, og den sidstnævnte blev efterhånden landets reelle leder. Han dirigerede Konventet gennem et særlig organ, Velfærdsudvalget. Store hærstyrker blev organiseret. Man slog ind på massehenrettelser og storstilet terror mod alle virkelige og formodede fjender (Rædselsregimet), og i provinsen rasede en reel borgerkrig. Dele af Sydfrankrig var en tid ude af regeringens kontrol, og englænderne beherskede Toulon, men det lykkedes at slå opstanden ned med stor hensynsløshed. Den stadige krigstilstand var en del af baggrunden for, at terrorkursen blev accepteret, men efterhånden som den ydre trussel trådte noget i baggrunden, svandt begejstringen. I 1794 overtog Robespierre ledelsen helt og gennemførte en skærpet terror, men til sidst blev han styrtet af oppositionen i sit eget parti og henrettet i juli samme år.[kilde mangler]

## Tredje fase: Realpolitik

### Direktoriet
Robespierres fald betød den reelle afslutning på revolutionen, skønt krigen fortsatte i årevis. Højrefløjen tog ledelsen, afviklede terroren og gennemførte en ny republikansk styreform, Direktoriet (1795-99) under ledelse af Barras, som efterhånden fik diktatorisk magt. Storborgerskabet kom til at dominere, og korruption og pengespekulation florerede. I øvrigt kom hæren og udenrigspolitikken til at spille en stigende rolle. I 1795 havde Frankrig fået overtaget, og Preussen trådte ud af krigen. Et succesrigt felttog i Italien 1796-97 tvang også Østrig ud, og kun England stod tilbage. Interessen samlede sig efterhånden om republikkens mest succesrige general, Napoleon Bonaparte, som styrkede sin position gennem felttoget til Italien og Egypten (1798-99). En ny truende koalition 1799 skærpede behovet for en ”stærk mand”, og i november samme år tog Napoleon magten ved et statskup. Han styrede derefter landet som førstekonsul til 1804 og som kejser til 1814/15, og hermed ophørte revolutionen definitivt. Ganske vist bevaredes visse formelle lighedsrettigheder og ændringerne i kirkens ejendom, men forsøgene på en egentlig demokratisering løb af sporet.[kilde mangler]

## Revolutionens betydning
Skønt den umiddelbart endte i fiasko, anses den franske revolution for at være én af de mest skelsættende begivenheder i verdenshistorien og som begyndelsen til ”nyeste tid”. Først og fremmest betød den borgerskabets endelige frembrud som politisk magthaver, og den lancerede også teorier om ligeret for loven, menneskerettigheder osv. i politik. I fransk historie gjorde den ende på enevælden og blev dermed en forløber for de senere revolutioner i 1830, 1848, 1870, som endelig gennemførte republikken. Nogle af de ændringer, den fik gennemført (statsovertagelse af kirkegods, udstykning af adelens jord), var af så afgørende betydning, at de blev stående, og generelt blev revolutionsårenes omvæltninger så indflydelsesrige, at ingen franske regimer senere kunne komme uden om at tage stilling til dem. Samtidig blev den en inspiration for udlandet, dels gennem udbredelsen af revolutionære idéer, dels også gennem Napoleons felttog i det følgende årti, hvorved visse – ganske vist især formelle – elementer fra revolutionen indførtes i de besatte lande.[kilde mangler]
Den terror og det diktatur, som revolutionen førte til, har dog også medført kraftige fordømmelser af den, og den bidrog uden tvivl til at afskrække mange fra at forsøge yderligere revolutionære handlinger i lang tid fremover. Terroren må sandsynligvis ses i lyset af det pres, som republikken var udsat for i en truende situation, men den udsprang flere gange af paranoia og førte til voldsomt overdrevne repressalier. Formentlig ville revolutionen i alle tilfælde have ført til voldelige sammenstød, når reformlinjen stødte sammen med de konservative kræfter, men krigen blev sandsynligvis i alle tilfælde afgørende for revolutionens senere udvikling. Den flyttede magtcentret til hæren og de militære hensyn, og den banede vejen for Napoleons magtovertagelse.[kilde mangler]
Revolutionen kan betragtes under flere synsvinkler: som et kongeligt reformforsøg der blev overtaget af stærkere kræfter, som et fremstød fra borgerskabets side og som et forsøg på en national genrejsning af landet. Dens udgangspunkt var typisk hovedstadens, og i meget af sin politik, specielt understregningen af centralregeringens magt overfor provinserne, er den faktisk en logisk følge af den franske kongemagts tidligere bestræbelser. Ideologisk betød den de liberale kræfters gennembrud på kontinentet, gironden og jakobinismen kan ses som forløbere for nationalliberale og radikale partier. Derimod spillede underklassen reelt en lille rolle; pjalteproletariatet fungerede ofte som "stødtropper" i revolutionsårenes omvæltninger, men uden at få egentlig magt, selv om politikere som Marat kunne optræde som en slags talsmand for dem. Imidlertid er revolutionen blevet en del af fransk identitet, og flere af de politiske traditioner og symboler, som i dag forbindes med Frankrig (f.eks. Det metriske system, departementerne, Marseillaisen, Trikoloren og Bastilledagen) stammer fra den.[kilde mangler]

## Analyse af revolutionen

### Socialismen repræsenteret vedsans-culotterne
Denne gruppe bestod af 3. standens fattige, men arbejdsomme folk. I revolutionsmæssig henseende har det været genstand for store diskussioner om, hvem de egentlig var. Nogle forskere mener, at de tilhørte en reaktionær bevægelse, mens andre peger på socialistiske strømninger.[kilde mangler]
Sans-culotterne var utroligt samfundskritiske. Efter deres opfattelse var magten alt for centraliseret. Trods enevældens afskaffelse blev landet regeret på samme undertrykkende, elitære og egenrådige måde grundet styrets tætte forbindelser til pengemænd og kapitalister. Den eneste måde at afskaffe det uretfærdige styre var, at folket skulle rejse sig og vælte regeringen for at sprede magten blandt folket. Hovederne måtte rulle for at sikre folkets lykke.[kilde mangler]
Eftersom landet prægedes af hungersnød, mente sans-culotterne, at de økonomiske strukturer burde omlægges i forventning om, at de sociale skævvridninger kunne afhjælpes. Principielt tilsluttede de sig frihedsrettighederne, for det var 3. stand, der muliggjorde indførelsen af rettighederne. Og de krævede af samme grund at få del i dem med justeringer af en række forhold:
- Den private ejendomsret burde begrænses.
- Ingen burde have lov til at sætte priserne på produkter, råvarer og lignende højere, end de lavest bemidlede var i stand til et eksistensgrundlag. Hvis prissættelsen var vilkårlig, ville man krænke sine medborgere, da de ikke kunne betale de nødvendigste varer. Varepriser og lønninger måtte derfor fastfryses.[kilde mangler]

Sans-culotterne drømte om et samfund af borgere med hver deres jordlod, butik eller værksted.
- Da de var klar over, at et frit marked ville skabe ulighed, ønskede de en stat, der skulle afbøde kapitalismen. Rent praktisk kunne det gennemføres ved progressiv beskatning og subsidiering af mindre og sårbare virksomheder.

- Dertil ville en fastsættelse af maksimale formuer være en sikring mod ulighed, klassedannelse og uroligheder.

- Endelig ønskede de frit hospitalsvæsen og socialhjælp til offentlige ydelser. Med andre ord har der været tale om et socialt orienteret velfærdsprojekt, der skulle garantere enhver borger rimelige levevilkår. Sans-culotterne har med deres veludviklede sociale engagement været en del af grundlaget for de socialistiske ideer, der spirede frem i gennem det 19.- og 20. århundrede.[kilde mangler]

Socialismen kunne som udgangspunkt tilslutte sig den protest, der lå bag revolutionen. Det var et udtryk for de lave klassers ønske om en højere grad af social lighed. Det faktum, at revolutionen affødte en borgerlig kapitalistisk samfundsstruktur, passer i den marxistiske opfattelse, at revolutionen var et borgerlig projekt, der kunne medføre en samfundsomvæltning.[kilde mangler]

### Liberalismen
Som mange andre europæiske lande var Frankrig præget af den stive merkantilisme. Tanken bag den er, at et lands rigdom udelukkende kan måles i, hvor mange ædelmetaller, det ejer. Målet var at sikre en gunstig handelsbalance, og for at opnå den var der dels statsstøtte til indenlandske virksomheder, dels told og afgifter på udenlandske varer.
Den liberale tænker Adam Smith kritiserede merkantilismen for dets monopolistiske indstilling, som han mente var yderst skadelig for samfundet som helhed. Hans visioner om et frit marked vandt genklang blandt franske intellektuelle og især hos borgerskabet. De har formodentlig kunnet se gode perspektiver i den nye økonomiske tankegang, der samtidig ville give frihed i et omfang, de tidligere kun havde drømt om. Socialt opstigning var før revolutionen stort set umulig på grund af stændersamfundets fastlåste klassedeling. Slagord som ”enhver er sin egen lykkes smed” har derfor vundet forståelse og anerkendelse blandt progressive bevægelser. Tillige har mange bønder og fattige også kunnet se muligheder i en ideologisk retning, som betoner frihed, ligestilling og demokrati.[kilde mangler]
I århundreder havde 3. standen været undertrykt af en feudalisme, der tillod herremanden at behandle sine bønder, som han behagede, og som udelukkede byernes borgere fra indflydelse. Med revolutionen kunne den pludselig få rettigheder og mulighed for at forme deres eget liv på lige vilkår med alle sociale lag.[kilde mangler]
Lige som hos sans-culotterne fandtes der en revolutionær stemning blandt borgerlige tænkere. De mente, at hvad der tidligere var betragtet som revolution, blot var personskifter eller mindre forandringer. Det var på tide, at der blev foretagest gennemgribende ændringer i samfundet. De tilstande, man ønskede sig af revolutionen, bærer tydeligt præg af oplysningstidens formuleringer af universelle principper som naturret og menneskerettigheder. Franskmændene havde i årene inden deres revolution kunnet skæve til begivenhederne i Amerika, og de er både inspireret af USA's uafhængighedserklæring, og af de frie forfatninger i Polen-Litauen og fristaten Korsika. De rettigheder blev opfattet som naturens orden i revolutionstiden. De var guddommelige og dermed ukrænkelige. Liberalismens enkle ideologiske tilgang til løsningen af de franske problemer har været stærkt repræsenteret blandt den dannede del af borgerskabet, og de mest markante slagord trængte igennem til de ubemidlede folkemasser: Lige rettigheder til alle og et krav om, at styret skulle omvæltes totalt, for at folket kunne komme til magten.[kilde mangler]
Den dybeste drivkraft bag en folkelig reaktion mod et system er undertrykkelse. En anden årsag kunne være en vis økonomisk fremgang, hvor folket ikke får andel i velstanden, og eliten er isoleret fra resten af befolkningen. I det franske samfund bestod eliten af gejstligheden i 1. stand og de adelige i 2. stand. De borgerlige kunne trods rigdom ikke uden videre regnes med blandt eliten, for de havde ikke de to første stænders privilegier.[kilde mangler]
I krisetider affinder folket sig ofte med tingenes tilstand. Det forklares almindeligvis ved, at man ikke har det fornødne overskud til revolutionære spekulationer under økonomisk tilbagegang . Hertil skal lægges, at alle rammes uanset klasseforskelle og privilegier, når der er økonomisk tilbagegang.
Derimod var de franske bønder blevet frustrerede over, at de ikke havde fået del i værdierne under det økonomiske opsving. Statsmagtens ubønhørlighed med hensyn til at dele indtægtsmuligheder og beskatningstryk mere ligeligt betød sikkert, at den jævne franskmand ganske enkelt blevet opildnet til revolution.[kilde mangler]
De økonomiske og ernæringsmæssige problemer, franskmændene oplevede i årene inden revolutionen, var med til en revolutionær stemning, selv om lysten til at omvælte systemet var blevet grundlagt i årene forinden.[kilde mangler]

### Konservatismen
Modsat de revolutionære blandt de fattige og borgerskabet, var bærerne af en konservativ holdning modstandere af revolution. Det hænger naturligvis sammen med det konservative idegrundlag, som betoner vigtigheden af, at ændringer i samfundet sker med en varsomhed og i et sådant tempo, at det velfungerende bevares. Især burde det gælde for institutioner som kirke og kongehus, der i konservativ optik var samfundsbærende elementer. Baggrunden for denne holdning var baseret på et bånd mellem generationer. Hermed mente man den levende generations ansvar for at holde tidligere generationers erfaringer for øje. En af revolutionens skarpeste modstandere var den irske politiker og filosof Edmund Burke. Han modsatte sig ikke befolkningens lyst til forandringer, men derimod de metoder og den hast ændringerne forsøgtes gennemført med. De konservative appellerede til omtanke og besindelse. Deres påstand var, at revolution altid ender i blodblad.[kilde mangler]
Konservatismen var den ideologiske retning adelige og højgejstelige havde tilsluttet sig, da de søgte at bevare det samfund, der sikrede dem store magtbeføjelser og et væld af privilegier. Det er klart, at den lille gruppe kæmpede mod revolutionen, der ville fratage dem deres særlige og personlige rettigheder.

## Samlet vurdering
De borgerlige idealer, som man kæmpede for under revolutionen, fik langt fra den tilsigtede virkning, eftersom de relativt hurtigt blev opløst af Robespierre, Napoleon og Ludvig den 16. Alligevel fik revolutionen afgørende betydning i et historisk perspektiv. Ideerne om frihed, ligestilling, demokrati og magtens tredeling endte med at blive hjørnestene i lovgrundlaget for alle moderne vestlige samfund.[kilde mangler]
Derudover opstod nationalismen som et produkt af det revolutionære Frankrig, og den har siden spredt sig til resten af verden. Først var revolutionen politisk og vendt mod enevælden og de traditionelle hierarkier. Senere blev den social og bekæmpede diskriminering og ulighed. Som selvforsvar under presset fra udlandets krigsførelse blev revolutionen national, men den franske nationalisme kaldte på nationale reaktioner hos alle modstanderne, og modsat i Frankrig blev nationalismen andre steder (f.eks. i Danmark og Tyskland) forbundet med konservatisme og romantik.[kilde mangler]

## Eksterne links
- Jan Ifversen: Demokratisk tale i den franske revolution (licentiatforelæsning 1997)
- Solrød Gymnasium: Kilder og billeder til den franske revolution Arkiveret 27. september 2007 hos  Wayback Machine